# A Fővárosi Nagycirkusz 2019-es évadja
A Fővárosi Nagycirkusz 2019-es évadja január 19-én kezdődött és előreláthatóan december 31-én fog véget érni. A Nagycirkusz hetedik nemzeti cirkuszévadja során legalább három különböző új előadást tűznek műsorra.

## Az évad műsorai
| Az előadás címe | Szezon      | Premier előadás   | Utolsó előadás      | Megjegyzés                  |
| --------------- | ----------- | ----------------- | ------------------- | --------------------------- |
| Főnix           | tél         | 2019. január 19.  | 2019. március 10.   | Klasszikus cirkuszi előadás |
| Repülőcirkusz   | tavasz–nyár | 2019. április 20. | 2019. szeptember 8. | Klasszikus cirkuszi előadás |
| Hófödte álom    | ősz         | 2019. október 12. | 2019. december 31.  | Klasszikus cirkuszi előadás |

### Egyéb programok
- 2019. április 11. és 14. között a Slava Polunin által kitalált Slava’s Snowshow című bohócelőadást mutatták be a Nagycirkuszban. A négy nap alatt a társulat hat előadást tartott.
- 2019. június 12.: Artistaképző vizsgaelőadás[1]
- 2019. június 23.: Artistaképző évzáró gála
- 2019. július 13.: Cirkuszok Éjszakája

## Főnix

### Műsorrend
1. rész
1. Parádé
2. Anima Prizma – tűz-show
3. Simet László és Leskó Boglárka – ferde drótszám motorral
4. Richter Kevin – teve- és zebraszám
5. TwirlinGirls (Jerabek Csenge és Faludi Szilvia) – görkorcsolyaszám
6. Nagy Molnár Dávid – illuzió-show[megj 1][2][3]
7. Rippel Akadémia Tűzangyalai – légtorna-show
8. Anima Prizma – tűz-show
9. Richter Kevin lovasakrobata-csoport – zsokészám

2. rész
1. Anima Prizma – tűz-show
2. Faludi Szilvia – karikaszám
3. Nagy Molnár Dávid – illuzió-show
4. Rippel Brothers – FLOW handstand
5. Diaz testvérek – gaucho-tánc
6. Nagy Molnár Dávid – illuzió-show
7. Simet László – halálkerék
8. Finálé

## Repülőcirkusz
Az évad főműsorát, a Repülőcirkuszt április 20-án mutatták be.
A műsor kereteiben belül először lépett fel Magyarországon Fumagalli világhírű bohóc.

### Műsorrend
1. rész
1. Fumagalli – karmester bohózat (Olaszország)
2. Parádé
3. Trio Sárközi – zsonglőrtrió (Magyarország)
4. Daniel Golla – repülőszám (Németország)
5. Jana Posna – kutyaszám (Németország)
6. Tánckar – valcer
7. A Mongol Cirkusz Társulat akrobatái – ugrókötélszám (Mongólia)
8. Lena Dolinskaya – csillárszám (Ukrajna)
9. Fumagalli – lassított felvétel bohózat (Olaszország)
10. Trio Arabey – gúlaszám (Oroszország)
11. Tánckar – torta kép

2. rész
1. Tánckar – swing
2. Trio Dandy – orosz rúdszám (Oroszország)
3. Fumagalli – asztal bohózat (Olaszország)
4. Anastasia – handstand szám (Oroszország)
5. Oleg Spigin – Washington-trapéz (Oroszország)
6. Fumagalli – Adj mézet, méheskecske bohózat (Olaszország)
7. A Mongol Cirkusz Társulat akrobatái – Mystery of Gentleman: golyószám (Mongólia)
8. Tánckar – charleston
9. Finálé

## Hófödte álom

### Műsorszámok
- Jakutföld Gyémánt Cirkuszának művészei
  - orosz hintaszám
  - lasszó szám
  - tissue szám
  - pattlabda zsonglőrszám
  - hulahopp szám
  - kaucsuk szám
  - kínai rúdszám
  - orosz rúdszám
  - kalap zsonglőrszám
  - karikaugró szám
  - bohócok
- Virtuoso 5 csoport – lengőpiedesztál szám
- Rubtsov család – kutyaszám
- Equivokee – bohóccsoport